# Associazione Sportiva Cittadella 1988-1989
Questa voce raccoglie le informazioni riguardanti l'Associazione Sportiva Cittadella nelle competizioni ufficiali della stagione 1988-1989.

## Rosa
| N. |                   | Ruolo | Calciatore         |
| -- | ----------------- | ----- | ------------------ |
|    | Italia (bandiera) | P     | Ezio Cavasin       |
|    | Italia (bandiera) | P     | Andrea Pierobon    |
|    | Italia (bandiera) | D     | Enrico Barichello  |
|    | Italia (bandiera) | D     | Renzo Calzavara    |
|    | Italia (bandiera) | D     | Antonio Martino    |
|    | Italia (bandiera) | D     | Antonio Pierobon   |
|    | Italia (bandiera) | C     | Stefano Brotto     |
|    | Italia (bandiera) | C     | Silvio Busato      |
|    | Italia (bandiera) | C     | Luca Carta         |
|    | Italia (bandiera) | C     | Riccardo Cecchin   |
|    | Italia (bandiera) | C     | Giancarlo Pasinato |
|    | Italia (bandiera) | C     | Giovanni Pierobon  |
|    | Italia (bandiera) | C     | Luca Segalina      |

| N. |                   | Ruolo | Calciatore        |
| -- | ----------------- | ----- | ----------------- |
|    | Italia (bandiera) | A     | Fabrizio Bortoli  |
|    | Italia (bandiera) | A     | Enrico Sambo      |
|    | Italia (bandiera) |       | Cristian Cecchin  |
|    | Italia (bandiera) |       | Riccardo Cecchin  |
|    | Italia (bandiera) |       | Emanuele Pierobon |
|    | Italia (bandiera) |       | Rizzo             |
|    | Italia (bandiera) |       | Frigo             |
|    | Italia (bandiera) |       | Coppo             |
|    | Italia (bandiera) |       | Goldin            |
|    | Italia (bandiera) |       | Tronco            |
|    | Italia (bandiera) |       | Romanato          |
|    | Italia (bandiera) |       | Bizzotto          |
|    | Italia (bandiera) |       | Tessarolo         |

### Staff tecnico
| Allenatore: | Paolo Bottacin |

| Allenatore in seconda: | Ferronato |

| Massaggiatore: | Piccolo |